# Детерминација пола
Детерминација пола   је систем за одређивање пола или биолошки систем који одређује развој полних карактеристика у организму.  Већина организама који стварају своје потомство сексуалном репродукцијом имају два пола.
У неким врстама постоје хермафродити или врсте које су само једног пола због партеногенезе, односно чина размножавања женке без оплодње.

## Детерминација пола човека
Подебљан текст
У кариотипу човека налази се пар хромозома означених као полни хромозоми или гонозоми, јер садрже гене за детерминацију (лат. determinare = одредити) и функцију пола. 
Женски пол је хомогаметан и ствара само један тип јајних ћелија (према томе који полни хромозом имају), ћелије са X хромозомом.
Мушки пол је хетерогаметан и ствара два типа гамета:
- X-сперматозоиде и
- Y-сперматозоиде.

Вероватноћа спајања са јајном ћелијом је иста за оба типа сперматозоида па је због тога однос полова 1 : 1 (у популацији је једнак број мушкараца и жена)- види схему :
Присутност Y хромозома одређује мушки пол без обзира на број X хромозома па тако и особе са аберацијом XXXXXY су мушког пола. О женском полу не одлучују два X хромозома него одсуство Y хромозома. Тако особе са Тарнеровим синдромом немају јајнике (за развиће јајника су потребна два X хромозома), али имају све друге полне органе и женски изглед.

### SRY ген
Данас се зна да за одређивање мушког пола није потребан цео Y хромозом већ само један део његовог кратког крака назван SRY који садржи ген за развиће тестиса још на ступњу ембриона. То је само почетак у развићу мушког пола, а касније се активира читав низ гена који управљају његовим развићем. Смештај SRY-гена близу краја крака хромозома носи одређене опасности. Може се десити да се део са SRY-геном одломи током сперматогенезе и изгуби (делеција) или се причврсти за нпр. X хромозом (транслокација). Као резултат тога може да настане:
- Y-сперматозоид који нема СРY-ген и
- X-сперматозоид који на X хромозому има прикачен SRY-ген.

Када такви сперматозоиди оплоде јајне ћелије настаће тзв:
- XX жене или
- XY мушкарци.

Према томе, мушки пол не одређује Y хромозом сам по себи већ присуство SRY-гена на њему.

### Барово тело
X хромозом садржи много гена важних за живот организма, што се види и по великом броју наследних болести које настају мутацијама гена на овом хромозому. Зато свака јединка, без обзира на пол, има барем један X хромозом. Да би се доза гена који се налазе на X хромозому између женског и мушког пола изједначила, долази до инактивације једног X хромозома. Тај хромозом се скупи у грудвицу у којој су гени неактивни и назива се Барово тело (полни хроматин). Нормална жена, дакле, има једно Барово тело, а нормалан мушкарац је без Барових тела.

## Детерминација пола других биолошких врста
Код већина бисексуалних (двополних) организама је пол детерминисан као код човека.
Постоје и неки изузеци :
- код тврдокрилаца, паукова и стоноги:
  - женски пол има паран број хромозома: пар полних XX и аутозоме,
  - мушки пол је са непарним бројем хромозома: има један X хромозом и аутозоме.

- код птица и лептира:
  - женски пол хетерогаметан (обележава се са ZW),
  - мушки пол је хомогаметан (ZZ) – обрнуто у односу на човека;

- код пчела : 
  - трутови се развијају из неоплођених јаја па су са хаплоидним бројем хромозома (n=16), **женке се развијају из оплођених јаја и имају 2n број хромозома.